# Kanton Raon-l'Étape
Raon-l'Étape is een kanton van het departement Vosges in Frankrijk.

## Geschiedenis
Het kanton werd in 1801 gevormd en omvatte, naast de hoofdplaats, de gemeenten Allarmont, Celles-sur-Plaine, Étival-Clairefontaine, Luvigny, Nompatelize, Saint-Remy en Vexaincourt. Het kanton maakte sinds de oprichting deel uit van het arrondissement Saint-Dié-des-Vosges.
Op 12 oktober 1871 werd door het in januari gestichte Duitse Keizerrijk de gemeente Raon-sur-Plaine aan Frankrijk terugegeven. Deze gemeente had deel uitgemaakt van het kanton Schirmeck dat volgens de bepalingen van het Verdrag van Frankfurt door de Duitsers was geannexeerd. Raon-sur-Plaine werd hierop in het kanton Raon-l'Étape opgenomen.
Door de herindeling van de kantons bij decreet van 27 februari 2014 werd op 22 maart 2015 het aangrenzende kanton Senones opgeheven en werden de 18 gemeenten opgenomen in het kanton Raon-l'Étape. Tevens werden de gemeenten  Anglemont, Bazien, Brû, Domptail, Doncières, Ménarmont, Ménil-sur-Belvitte, Nossoncourt, Roville-aux-Chênes, Saint-Benoît-la-Chipotte, Sainte-Barbe, Saint-Pierremont, Xaffévillers van het op die dag eveneens opgeheven kanton Rambervillers in het arrondissement Épinal aan het kanton toegevoegd. Daardoor ligt het kanton tegenwoordig in twee arrondissementen.

## Gemeenten
Het kanton Raon-l'Étape omvat de volgende gemeenten:
- Allarmont
- Anglemont
- Ban-de-Sapt
- Bazien
- Belval
- Brû
- Celles-sur-Plaine
- Châtas
- Denipaire
- Domptail
- Doncières
- Étival-Clairefontaine
- Grandrupt
- Hurbache
- Luvigny
- Ménarmont
- Ménil-de-Senones
- Ménil-sur-Belvitte
- Le Mont
- Moussey
- Moyenmoutier
- Nompatelize
- Nossoncourt
- La Petite-Raon
- Le Puid
- Raon-l'Étape
- Raon-sur-Plaine
- Roville-aux-Chênes
- Saint-Benoît-la-Chipotte
- Sainte-Barbe
- Saint-Jean-d'Ormont
- Saint-Pierremont
- Saint-Remy
- Saint-Stail
- Le Saulcy
- Senones
- Le Vermont
- Vexaincourt
- Vieux-Moulin
- Xaffévillers